# Кюсаку Юмэно
Кю́саку Юмэ́но (яп. 夢野久作 Юмэно Кю:саку, 4 января 1889 года, Фукуока — 11 марта 1936 года, Токио) — псевдоним японского писателя Сугиямы Ясумити (яп. 杉山泰道, другой вариант прочтения — Тайдо:), при рождении — Сугияма Наоки (яп. 杉山直樹).
За свою жизнь был армейским подпоручиком, монахом Дзэн, журналистом и главой почтового отделения. Получил известность как автор одной из «трех великих странных книг» — романа «Догра Магра». Также сочинял фантастические и мистические произведения в жанре ужасов и мистики, проникнутые духом родной префектуры Фукуока. Автор серии танка «Песни о необычном» («Рё: ки ута», 猟奇歌) и однопанельных комиксов для газеты «Кюсю Ниппо».
Отец — политический деятель Сугияма Сигэмару (1864—1935), член организации Гэнъёся.
Скончался от инсульта 11 марта 1936 года в возрасте 47 лет.

## Биография
Родился 4 января 1889 года в Косёмати, Фукуока, в семье Сугиямы Сигэмару и Хотори (девичья фамилия Такахаси). Воспитывался в доме деда, Сугиямы Сабуробэя (1839—1902), который познакомил его с конфуцианским каноном и театром Но. В 1892 году стал изучать Но под руководством Умэдзу Сиэн (яп. 梅津只圓), мастера школы Кита.
В школьные годы интересовался религией, литературой, музыкой и искусством, а также теннисом. В 1908 году окончил школу Сююкан (яп. 修猷館) в Фукуоке и следующем году, пройдя освидетельствование, был причислен к 1-му полку Императорской гвардии в чине вольноопределяющегося.
В 1911 году поступил в университет Кэйо, где изучал историю. Одновременно с учёбой в 1912 году получил чин подпоручика.
По настоянию отца в 1913 году покинул университет и вернулся в Фукуоку, где стал управлять фермой, но потерпел неудачу. В 1915 году сменил имя на Сугияма Тайдо. В этом же году стал буддийским монахом в токийском храме Кифуку-дзи дзэнской школы Сото, а в качестве монашеского избрал имя Хоэн (яп. 萠圓, Хо:эн).
После двух лет монашества в 1917 году вернулся на ферму. В том же году стал писать статьи и эссе для журнала «Кокубяку» (яп. 黒白).
В 1918 году женился на девушке по имени Канэда Кура.
В 1920 году начал публиковать репортажи и рассказы для детей в газете «Кюсю Ниппо». К этому периоду относится появление рассказа «Мальчик с седыми волосами» (яп. 白髪小僧, Сирага кодзо:). В 1923 году в качестве специального корреспондента посетил Токио, разрушенный Великим землетрясением Канто и оставил серию репортажей: «Изнанка нового Токио: взгляд с улицы» (яп. Гайто:-кара мита син-Токё:-но урамэн, 街頭から見た新東京の裏面) и «Эпоха вырождения токиосцев» (яп. То: кё: дзин-но дараку дзидай, 東京人の堕落時代).
В мае 1926 года отправил рассказ «Зловещий барабан» (яп. Аякаси-но цуцуми, あやかしの鼓) на конкурс журнала Синсэйнэн, где занял второе место. Это было первое произведение Сугиямы, подписанное псевдонимом Юмэно Кюсаку. На диалекте Хаката фраза «юмэ-но кю: саку» обозначает фантазера, человека, который всегда витает в облаках (яп. ицумо бонъяри ситэиру хито, いつもぼんやりしている人).
В 1930 году был назначен на должность главы почтовой конторы в Фукуоке.
В январе 1935 года в издательстве «Сёхакукан» (яп. 松柏館) вышел роман «Догра Магра» (яп. Догура Магура, ドグラ・マグラ).
После смерти отца в июле 1935 года в феврале 1936 года приехал в Токио разбираться с делами покойного, где скончался от инсульта утром 11 марта 1936 года.
Похоронен вместе с отцом в храме Итигё: дзи в Фукуоке.

## Частичная библиография

### Произведения под псевдонимом Юмэно Кюсаку
В скобках указана дата публикации.
- Зловещий барабан / あやかしの鼓 (1926)
- Ад в бутылках / 瓶詰の地獄 (1928)
- Любовь после смерти / 死後の恋 (1928)
- Мешок китайского риса / 支那米の袋 (1929)
- Профессор Инугами / 犬神博士 (1931—1932)
- Таинственные сны / 怪夢 (1931—1932)
- Смех сумасшедших / 狂人は笑ふ (1932)
- Край льда / 氷の涯 (1933)
- Ад девушки / 少女地獄 (1936)
- Догра Магра / ドグラ・マグラ (1935)

### Произведения под псевдонимом Сугияма Хоэн
- Изнанка нового Токио: взгляд с улицы / 街頭から見た新東京の裏面 (1924—1925)

## Переводы на другие языки

### На русский язык
- «Ад в бутылках» (перевод Анны Слащевой) и «Любовь после смерти» (перевод Евгении Ахмановой) («Женщина из дома с олеандрами» (сборник), издательство: icebook, 2019 г., ISBN 978-5-9908944-2-6)
- «Лица людей» и «Смех сумасшедших» (оба — перевод Евгении Ахмановой) («Смех сумасшедших» (рассказы), издательство: icebook, 2022 г., ISBN 978-5-99089447-1)
- «Догра Магра» (перевод Анны Слащевой) (СПб.: Издательство книжного магазина «Желтый двор», 2023 г., ISBN 978-5-6045343-8-0)[14][15]
- «Край льда» (перевод Анны Слащевой)[16]

### На английский язык
- The Spirit Drum（あやかしの鼓), перевод J.D. Wisgo[17]
- Kaimu (怪夢), перевод J.D. Wisgo[18]
- Lulu & Mimi (ルルとミミ), перевод J.D. Wisgo[19]
- Hell in a bottle（瓶詰地獄), перевод Angela Yiu[20]
- Love After Death（死後の恋), перевод Jeffrey Angles[21]

### На французский язык
- Dogra Magra（ドグラ・マグラ), перевод Patrick Honnoré[22]
- L’Enfer en Bouteille suivi de Amour Posthume (瓶詰地獄), перевод Sophie Bescond[23]

### На немецкий язык
- Ball der Süßigkeiten（お菓子の大舞踏会), перевод Michael Schwahn[24]

### На итальянский язык
- L’inferno delle ragazze: e altri racconti (少女地獄), перевод Isabella Dionisio[25]

### На испанский язык
- El tambor encantado（あやかしの鼓）перевод Marta Gallego[26]

### На корейский язык
- 도구라마구라 上（Догра Магра), перевод Ли Донмин (이동민)[27][28]
- 소녀지옥 (Ад девушек)[29], переводчик Чхве Гоын (최고은) ISBN 9788926770177

### На китайский язык
- 脑髓地狱（ドグラ・マグラ）詹慕如訳 江苏凤凰文艺出版社 2019-01-01 ISBN 9787559421241[30]
- 日本推理小说四大奇书之一：脑髓地狱 刘剑訳 天津人民出版社 2018-08-01 ISBN 9787201138183

## Экранизации
- Ад девушки/Yumeno Kyusaku no shojo jigoku (реж. Масару Конума, Япония, 1977 г.)[31]
- Догура магура/Dogura magura (реж. Тосио Мацумото, Япония, 1988 г.)[32]
- Лабиринт снов/Yume no ginga (реж. Сого Исии, Япония, 1997)[33]
- Shirotsubaki (реж. Масатоси Акихара, Япония, 2007 г.)[34]
- Nijushinzo (реж. Масатоси Акихара, Япония, 2008 г.)[35]
- Догура магура/Dogura magura (реж. Kaisei Kishi, Япония, 2012 г.)[36]

## Адаптация
В 2012 году мангака Маруо Суэхиро адаптировал один из рассказов в своей работе Binzume no Jigoku.

## В популярной культуре
Один из персонажей Bungo Stray Dogs носит имя писателя, а его способность носит названия романа «Догра Магра».